# Amtsgericht Hollfeld
Das Amtsgericht Hollfeld war ein von 1879 bis 1945 bestehendes bayerisches Gericht der ordentlichen Gerichtsbarkeit mit Sitz in der Stadt Hollfeld.

## Geschichte
Bereits 1804 bestand ein bayerisches Landgericht älterer Ordnung. Anlässlich der Einführung des Gerichtsverfassungsgesetzes am 1. Oktober 1879 errichtete man ein Amtsgericht zu Hollfeld, dessen Sprengel aus den Gemeinden Aufseß, Breitenlesau, Brunn, Drosendorf an der Aufseß, Freienfels, Gösseldorf, Hochstahl, Hohenpölz, Hollfeld, Huppendorf, Kainach, Königsfeld, Krögelstein, Löhlitz, Nankendorf, Neuhaus, Plankenfels, Poxdorf, Sachsendorf, Schönfeld, Seelig, Stechendorf, Treppendorf, Treunitz, Waischenfeld, Weiher, Wiesentfels, Wohnsgehaig und Wonsees vom Bezirk des vorhergehenden Landgerichts Hollfeld gebildet wurde. Nächsthöhere Instanz war das Landgericht Bayreuth.
Durch die Auflösung des Amtsgerichts Thurnau am 1. Oktober 1929 vergrößerte sich der Hollfelder Amtsgerichtsbezirk noch um die Gemeinden Alladorf und Sanspareil.
Nachdem das Amtsgericht Hollfeld gegen Ende des Zweiten Weltkrieges zur Zweigstelle des Amtsgerichts Bayreuth herabgestuft und diese Maßnahme im Jahre 1956 bestätigt worden war, erfolgte am 1. Juli 1959 die Aufhebung dieser Zweigstelle durch Verordnung des Bayerischen Staatsministers der Justiz.
Das Gericht befand sich in einem heute als Wohnhaus genutzten dreigeschossigen Walmdachbau am Oberen Tor 2. Das 1743 von Johann Jakob Michael Küchel entworfene Gebäude steht unter Denkmalschutz.